# Stanisław Hempel (myśliwy)
Stanisław Hempel (pseud. Stan lub Stanny, ur. 2 września 1922 w Warszawie, zm. 24 czerwca 1963 w Impfondo) – polski zawodowy myśliwy, jeden z najwybitniejszych łowców zwierząt w historii Afryki Równikowej.

## Życiorys
Był synem Stanisława Hempela, inżyniera, projektanta odbudowy Mostu Poniatowskiego w Warszawie po zniszczeniach II wojny światowej. Już w młodości polował z ojcem na Pomorzu. Uczył się w Gimnazjum Ziemi Mazowieckiej, a maturę zdał na tajnych kompletach w 1940. Niedługo później został aresztowany przez gestapo i pięć lat był więziony w niemieckim obozie koncentracyjnym Sachsenhausen. 
Po zakończeniu wojny zamieszkał w Belgii, gdzie studiował handel w Antwerpii, pracował w General Motors i ożenił się z Francuzką. Po rozwodzie wyjechał do Konga (1950). Szybko nauczył się lokalnych języków. Biegle władał lingala i suahili, a komunikatywnie w kikongo i czibemba. Oprócz tego opanował język francuski, niemiecki i angielski. Po przyjeździe do Konga pracował w przedsiębiorstwie Congo-Motor w Élisabethville. Weekendy spędzał na polowaniach w dżungli. Po porzuceniu pracy całkowicie oddał się myślistwu, utrzymując się z dostarczania skór, mięsa, kości słoniowej i innych produktów zwierzęcych z terenów Konga Brazzaville, Konga Kinszasa, Angoli, Rodezji i Katangi. Otrzymał zezwolenie o numerze 1 na zawodowe polowania na terenie całego Konga Belgijskiego. Po uzyskaniu niepodległości wykupił za 50.000 franków koncesję i prawo do wyłącznego polowania na całej długości rzeki Ubangi od granicy Republiki Środkowoafrykańskiej, aż do ujścia do rzeki Kongo (około 700 kilometrów). Mieszkał na wyspie znajdującej się w nurcie rzeki Ubangi, niedaleko od miasta Impfondo. Polował tam głównie na krokodyle, będąc jednym z największych indywidualnych dostawców skór tych zwierząt na świecie, oferując towar m.in. na rynek Paryża i Nowego Jorku. Odławiania tych zwierząt nauczył się od południowoafrykańskich myśliwych z Katangi. Od 1958 upolował około: 3000 krokodyli, 280 bawołów, 19 słoni, 15 hipopotamów, 16 lampartów i trzy lwy. Używał karabinu Mannlicher i fuzji myśliwskiej FN. Nigdy nie wyrzekł się polskich korzeni i demonstracyjnie obnosił się z polskością (Polskę odwiedził jednak tylko dwukrotnie, w końcu lat 40. XX wieku).
Za uratowanie przed śmiercią syna wodza w Kasongo w Katandze otrzymał miano Lombania Twela, stając się członkiem rodu książęcego. Pisał książki (m.in. Lombania Twela), drukując je w odcinkach w różnych tygodnikach.
W ostatnich miesiącach życia związał się z Iwoną Czabańską urodzoną w Krzemieńcu i wychowaną w Belgii. Zmarł na zawał serca w Noc Świętojańską, w drodze do szpitala w Impfondo i został pochowany tamże, przy masowym udziale mieszkańców miasta.